# 黃寶瑜 (建築師)
黃寶瑜（1918年—2000年），江蘇省江陰人，字完白，號宿園，國立中央大學建築系畢業，1949年至臺灣工作，是臺灣戰後第一代建築師。

## 生平
黃寶瑜1940年高中畢業時正逢對日抗戰，進入南京首都電話局工作，負責長沙大撤退後的電訊修復工作，因為參與到戰後城市的重建工作，於是立下學習建築的志願，在1941年考取重慶的國立中央大學建築系，他的畢業設計得到中國建築師學會舉辦的競賽首獎，畢業後繼續留校擔任助教，並跟隨「中國營造學社」文獻部主任劉敦楨教授學習，直到1949年到臺灣。到了臺灣後，先擔任省立工學院（今國立成功大學建築系）專任講師，後轉任臺灣電力公司建築課長。他在1956至美國賓州大學修習國民住宅及都市計畫。1960年返回台灣，在1961年至1973年間擔任中原大學建築系首任系主任，於1961年創辦大壯建築師事務所，以及任職臺灣大學土木系兼任教授，任教期間設計興建的國立故宮博物院於1965年落成，1972年與中原大學師生及系友一起完成中原建築系館。1980年前往英國講學，後移民加拿大，2000年於多倫多辭世。

## 建築風格
黃寶瑜受到他的老師劉敦楨教授的啟發，劉敦楨為「中國營造學社」的成員，此學社對於中國古建築有專精的調查研究，影響黃寶瑜日後呈現的建築風格，例如黃寶瑜所設計的國立故宮博物院，呈現諸多的典型中國建築元素，包括按中國古代明堂的五室制之五行概念，將主體建築中的正院呈梅花形，四角是漢代青磚的雙菱形紋，兩邊當中的蟠螭紋俗稱壁虎，是典型的傳統吉祥物。此外，黃寶瑜在刻印上頗有專精，出版過多本著作，也運用在其設計的建築作品細節上，臺北故宮博物院的基台面磚和奠基紀念牌即出自於他的設計。

## 主要建築作品
- 1965年：國立故宮博物院[11][10][12]
- 1966年：臺北市三座城門整建：景福門（東門）、重熙門（小南門）、麗正門（南門）[2]
- 1968年：國立政治大學企管中心[13]
- 1969年：墾丁國家公園招待所觀海樓[13]
- 1971年：臺灣手工藝推廣中心[13]
- 1972年：中原大學理工學院建築系館[7]
- 1975年：內雙溪公教住宅[2]